# Октябрьский район (Киргизская ССР)
Октябрьский район — единица административного деления Киргизской ССР, существовавшая в феврале 1935 — ноябре 1959 годов.
Октябрьский район был образован в составе Киргизской АССР 8 февраля 1935 года. Центром района было назначено село Октябрьское. 5 декабря 1936 года Киргизская АССР была преобразована в Киргизскую ССР. 11 марта 1938 года Октябрьский район был отнесён к Джалал-Абадскому округу, а 21 ноября 1939 года — к Джалал-Абадской области.
По переписи 1939 года в Октябрьском районе проживало 24 074 чел. В том числе 59,7 % — киргизы, 18,8 % — украинцы, 15,3 % — русские, 2,0 % — узбеки, 1,1 % — татары.
3 января 1944 года часть территории Октябрьского района была передана в новый Ачинский район.
В 1949 году район имел площадь 1,7 тыс. км² и включал 9 сельсоветов:
- Архангельский
- Багышский
- Бозон-Джолборский (центр — к. Чон-Кунгей)
- Дмитриевский
- Калма-Керчинский
- Кара-Алминский (центр — к. Катранки)
- Кугартский (центр — с. Янгыз-Янгак)
- Михайловский
- Октябрьский

27 января 1959 года Джалал-Абадская область была упразднена и Октябрьский район был передан в Ошскую область. 26 ноября 1959 года Октябрьский район был упразднён, а его территория в полном составе передана в Сузакский район.